# Centronics Data Computer Corporation
Centronics Data Computer Corporation était un fabricant d'imprimantes, pionnier dans ce secteur, et qui reste connu désormais par l'interface parallèle qui porte son nom.

## Historique

### Les débuts

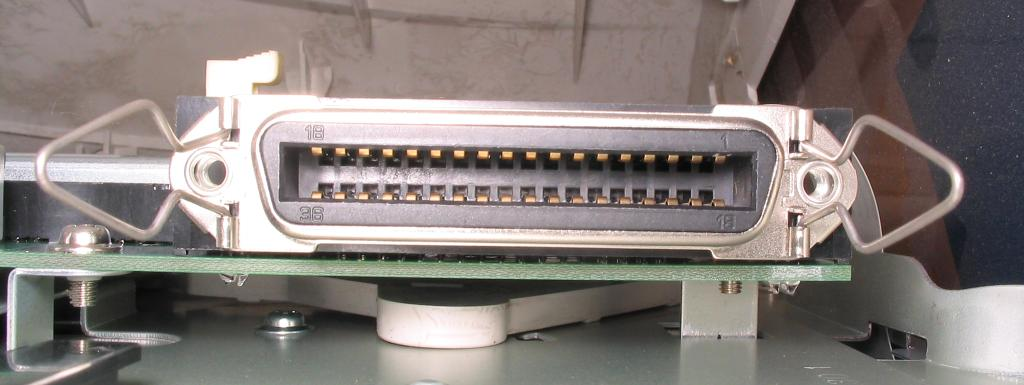
Interface Centronics

Centronics a débuté comme division de Wang Laboratories. Fondé à l'origine par Robert Howard et Samuel Lang (propriétaire new-yorkais du célèbre K & L Color Photo Service Lab), le groupe produisait des terminaux et des systèmes utilisés dans les casinos. À cet effet, ils développent des imprimantes pour l'édition des reçus et des rapports de transaction. En 1971, Centronics devient une société indépendante de Wang et Howard en devient le président. 
L'imprimante Centronics 101 est présentée à la National Computer Conference de 1970. Elle utilise une tête d'impression impact basée sur un système novateur à sept aiguilles mues par des solénoïdes. Fort de cette présentation, Centronics déclarera, ultérieurement, être le premier à avoir développé l'impression matricielle.
Howard entretient une relation personnelle avec son voisin, Max Hugel, fondateur et président de Brother International, filiale de Brother Industries, un fabricant de machines à coudre et de machines à écrire. Une relation qui se développera au niveau des affaires lorsque Centronics aura besoin de produire des mécanismes fiables pour ces imprimantes avec pour effet de propulser Brother dans l'assemblage des imprimantes. C'est ainsi qu'Hugel deviendra plus tard vice-président exécutif de Centronics. Les têtes d'impressions et l'électronique étaient réalisées dans les locaux de Centronics dans le New Hampshire et en Irlande, tandis que les mécanismes d'impression étaient faits au Japon par Brother, le tout étant assemblé dans le New Hampshire.
Dans les années 1970, Centronics s'associe avec Canon pour le développement d'imprimantes non-impact, sans que cela se concrétise par une production. 
En 1977, Centronics s'oppose à Mannesmann AG au sujet d'un brevet concernant le ressort de rappel utilisé dans le système d'impression.
En 1975, Centronics signe des accords OEM avec Tandy et produit ces imprimantes des séries DMP et LP pendant plusieurs années. La série 6000, imprimantes à bande, voit le jour en 1978. En 1979, le chiffre d'affaires de la société est de plus de cent millions de US$.
En 1980, la petite imprimante Centronics 770 apparaît. Il s'agit d'une imprimante matricielle de bureau à faible coût. Pour Centronics, il s'agit de la première imprimante réalisée de A à Z dans leurs locaux mais cela se traduit par des dysfonctionnements. C'est ainsi que l'on constate des bugs au niveau du microprocesseur, ce qui contraint Centronics à arrêter la production durant un an. Pendant cette période, Epson, Brother et d'autres fabricants en profitent pour gagner des parts de marché que Centronics ne parviendra jamais à récupérer. 1980 est également l'année où apparaîtront les imprimantes à bande de la série E 900 et 1200.

### Changement de direction
En 1982, Control Data Corporation fusionne sa propre unité de production avec Centronics, investit 25 millions de US$ et reprend le contrôle à la place de Howard. Control Data restera aux commandes jusqu'en 1986. En effet, en 1987, leurs parts sont rachetées par un groupe d'investisseurs affilié à la Drexel Burnham Lambert. 
L'imprimante à bande LineWriter 400 sort en 1983, suivi bientôt par la LineWriter 800 plus rapide. La série LineWriter se poursuivra jusqu'en 1995. La série GLP (Great Little Printer) sera une série bas de gamme introduite en 1984.
Le partenariat avec Brother se poursuit notamment avec des stations d'impression estampillées Brother. Les droits exclusifs pour la commercialisation des imprimantes couleurs Trilog sont acquis en 1984 et Trilog est définitivement racheté en 1985. Advances Terminal (un fabricant de chargeur de page) et BDS Computer Australia Pty Ltd sont achetés en 1986.
La série PrintStation 350 (imprimante matricielle) connaît un franc succès dans le marché OEM, elle sera vendue sous différentes marques comme Data General, ITT Courier, NCR, CDC, Decision Data et ISI. Mais c'est l'accord de production de l'imprimante IBM 4214 (basée sur une PS350 modifiée) qui s'avérera particulièrement rentable. En 1985, le chiffre d'affaires est de 126 millions de US$ dont 65 pour la seule production de la IBM 4214. En 1986, la production de cette imprimante s'arrête et le chiffre d'affaires décroît. Son nouveau logo est présenté le 23 juin 1986.
La seule imprimante laser Centronics est sortie en juillet 1986 sous le nom de PagePrinter 8. Elle était basée sur le mécanisme utilisé par les photocopieurs Sharp et pilotée par une électronique développée conjointement autour d'un microprocesseur 6800. Vendue 2 495 US$, cette imprimante est 500 US$ moins chère que la HP LaserJet. Une version plus rapide sera annoncée mais ne sera jamais construite.

### Création du groupe ECKO
En 1987, le marché des imprimantes Centronics est vendue à Genicom. Centronics Data Computer Corporation est toujours coté à la Bourse de New York et rapidement la société change de nom pour devenir Centronics Corporation en 1987. Le produit de la vente à Genicom sert au rachat d'Ecko Housewares en 1988, Centronics change alors pour devenir ECKO Groupe.